# Gavia de Rionda
Gavia de Rionda es una localidad del estado mexicano de Guanajuato. Es parte del municipio de Romita.

## Demografía
| Gráfica de evolución demográfica |
|                                  |

| Censo | Población |
| ----- | --------- |
| 1900  | 122       |
| 1910  | 134       |
| 1921  | 216       |
| 1930  | 180       |
| 1940  | 266       |
| 1950  | 403       |
| 1960  | 393       |
| 1970  | 592       |
| 1980  | 674       |
| 1990  | 877       |
| 2000  | 1 470     |
| 2010  | 1 590     |
| 2020  | 1 717     |